# Mirko Opazo
Mirko Andrés Opazo Torrejón (Santiago, Chile, 9 de febrero de 1991) es un futbolista chileno. Juega de mediocampista en Rodelindo Román.

## Trayectoria
Debutó por Colo-Colo, en la Copa Chile 2008, el 26 de septiembre de 2008 en el triunfo 4 a 2 entre Colo-Colo y Fernández Vial, en la Ciudad de Concepción en el Estadio Municipal de Concepción.
El año 2011 fue enviado a préstamo a Everton de Viña del Mar.
El 2012 fue enviado a Palestino en donde cumple grandes actuaciones. Tras esto vuelve en 2013 a Colo-Colo por petición del técnico Omar Labruna. El 17 de diciembre de 2013, termina contrato con Colo-Colo al no ser requerido por el director Técnico Héctor Tapia.
Tras un paso por Ñublense en 2015, llega el 17 de agosto de 2016 a las filas de Deportes Melipilla.
El 2018 firma contrato con Deportes La Serena.
Tras un año inactivo, en 2021 se anuncia como refuerzo de Rodelindo Román.

## Clubes
| Club                    | País  | Año       |
| ----------------------- | ----- | --------- |
| Colo-Colo               | Chile | 2008-2010 |
| Everton                 | Chile | 2011      |
| Palestino               | Chile | 2012      |
| Colo-Colo               | Chile | 2013      |
| Ñublense                | Chile | 2014-2015 |
| Trasandino de Los Andes | Chile | 2015-2016 |
| Deportes Melipilla      | Chile | 2016-2017 |
| Deportes La Serena      | Chile | 2018-2019 |
| Rodelindo Román         | Chile | 2021-Act. |